# Amiga Action
Az Amiga Action (rövidítve: AA) egy Commodore Amiga számítógépekre szakosodott brit nyomtatott folyóirat volt. A lap a kezdetektől teljesen színesben jelent meg. Steve Merrett, a szerkesztő az AA testvérlapjától, az ST Action-től érkezett és az első időben párhuzamosan dolgozott mindkét lapon. A későbbiekben floppy-melléklettel bővült az újság, továbbá a kinézet is többször változott.

## Történet

### A kezdetektől a csúcsra (1989-1991)
Az Amiga Action volt az egyik legtovább működött brit Amiga-tematikájú folyóirat. Az 1989 októberi első szám 92-oldal terjedelmű volt és alapvetően szórakoztató célja volt, azok számára, akik játékra használták az Amigájukat. A fókusz azon volt, hogy az olvasó egy alapszintű leírás alapján gyorsan átlássa egy játék lényegét és el tudja dönteni, hogy azt érdemes-e megvennie avagy sem. A teljesen színes formátum kivételesnek volt mondható a kezdetekkor. A játékok értékelésekor (pontozási rendszer) hangsúlyosabb volt az esztétikai minőség, mint a játszhatóság. A lap terjedelme 1990 végére 164 oldal lett és ebben az időben indult be floppy-melléklet is. A csúcs 1991-ben volt, amikor július és december között 58.404 darab példányt adtak el belőle, mellyel az első helyre ugrott, a nagy rivális, az Amiga Power előtt.

### Halványuló dicsőség (1992-1993)
A brit piacot konyjunktúra jellemezte ekkor, az olvasók egyre kritikusabbá váltak és két nagy rivális is kezdett jelentősen felfutni, az Amiga Power és a The One for Amiga Games. Ennek nyomán új megjelenést kapott az újság 1992 áprilisában és jelentősen leegyszerűsítették a játék értékelési rendszert, egyetlen átfogó (overall) értéket meghagyva. Több olvasók által kritizált elemet elhagytak. Az olvasószám ennek ellenére tovább csökkent, így új szerkesztő és 1993 elejére újabb design és egy ismét átdolgozott és komplexxé tett értékelő-rendszer érkezett. beemelve a játszhatóságot és a nehézséget is a grafika és a zene mellé.

### A Roundell-éra (1993-1996)
Az eddigi újítások nem hoztak átütő sikett, ezért 1993 szeptemberében újabb szerkesztőváltás történt. Paul Roundell érkezett és vele egy stabil időszak, de az elsőséget már nem sikerült visszahódítani a piacon. A fókusz a komolyabb olvasókra helyeződött, ezért elhagyták a - bizonyos értelemben - gyermeki imázst. Régi-új kritikákat generáló elemet hoztak vissza és az olvasók visszajelzései alapján megosztó módon a számítástechnikán túlmutató életmódjellegű tartalmakat is megjelentettek. Ehhez jött hozzá a Commodore International drámai hatású csődje, mely bizonytalanná tette az újság létét. A cikkírók elvesztették a hitüket, az írások felületesebbé váltak, visszatért a gyerekes stílus és nyegle humor, a lap árát emelték, az oldalszám pedig fokozatosan csökkent.

### Megszűnő függetlenség és vég (1997)
Az újság 1996 végén beolvadt az Amiga Computing szaklapba és attól kezdve annak játék rovatát alkotta. Az utolsó lapszám a 89. volt decemberben. Az Amiga Computinggal közösen még 10 számot ért meg az AA rovat, mert az anyaújság is megszűnt 1997 szeptemberében. Ez volt az Amiga Action 99. kiadása.